# 9월 14일
9월 14일은 그레고리력으로 257번째(윤년일 경우 258번째) 날에 해당한다.

## 사건
- 81년 - 도미티아누스가 그의 형 티투스의 뒤를 이어 로마 황제가 되다.
- 1812년 - 프랑스 나폴레옹 보나파르트 황제, 모스크바 입성. 모스크바 대화재 발생.
- 1829년 - 오스만 제국과 러시아 제국이 러시아-터키 전쟁을 끝내는 아드리아노폴 조약을 체결.
- 1847년 - 멕시코-미국 전쟁: 윈필드 스콧이 지휘하는 미군이 멕시코 시티를 점령.
- 1917년 - 러시아, 공화국을 공식 선포.
- 1923년 - 미겔 프리모 데 리베라, 스페인에 군사 독재 정권을 수립하다.
- 1934년 - 일제강점기: 일본, 나요양소(癩療養所)관제 공포(10. 1 시행, 소록도갱생원 설치)
- 1941년 - 제2차 세계 대전: 나치 독일군, 소련 레닌그라드 교외로 진격(레닌그라드 공방전)
- 1944년 - 제2차 세계 대전: 연합군이 네덜란드 도시 중 마스트리히트를 처음으로 해방하다.
- 1949년 - 대한민국, 목포 형무소서 수감자 350여명이 감옥 파괴하고 탈출하는 사건 발생
- 1955년 - 대구매일신문 최석채 주필의 '학도를 도구로 이용하지 말라'는 사설에 항의하는 괴청년 40여명이 신문사에 난입
- 1960년 - 이란, 이라크, 쿠웨이트, 사우디아라비아, 베네수엘라 등 5개 산유국, 바그다드 회의서 석유수출국기구(OPEC) 결성
- 1969년 - 민주공화당, 3선개헌안과 국민투표법안 국회서 변칙 통과시킴
- 1974년 - 기니비사우가 독립했다.
- 1977년 - 남대문시장 화재가 발생했다.
- 1986년 - 서울 아시안게임 개막 앞두고 김포공항서 폭발물 테러로 5명 사망.
- 1990년 - 쿠웨이트 침공 이라크군, 쿠웨이트 주재 프랑스. 벨기에, 캐나다, 네덜란드 대사관에 난입
- 1993년 - 대한민국 김영삼 대통령과 프랑스의 프랑수아 미테랑 대통령이 청와대에서 정상회담.
- 1993년 - 빌 클린턴 미국 대통령, 북미자유무역협정 서명
- 1999년 - 키리바시, 나우루, 통가, 유엔 가입
- 2001년 - 조지 W. 부시 미국 대통령, 9.11 테러 대처위해 국가비상사태 선포
- 2002년 - 중화인민공화국 난징에서 독극물 중독으로 245명 사망, 1천여 명 중독
- 2003년 - 에스토니아 국민 투표에서 유럽 연합 가입 가결
- 2007년 - 대통합민주신당의 한명숙 후보가 경선 참여를 포기하고 이해찬 본경선후보 지지를 선언하였고, 다음날(15일)에는 유시민도 경선 참여를 포기했다.
- 2010년 - 일본 민주당의 총재 선거에서 간 나오토 총리가 재선에 성공했다.
- 2020년 - 부산 해운대 7중 추돌사고가 발생했다.
- 2022년 - 신당역 살인 사건 발생

## 문화
- 1752년 - 그레이트브리튼 왕국(현재의 영국)이 그레고리력을 받아들여 9월 2일 다음날이 9월 14일로 되다.
- 1956년 - 대한민국 국무회의, 1950년 육군 3사단이 최초로 38선을 넘어 북진한 날인 10월 1일을 국군의 날로 제정
- 2000년 - 윈도우 ME가 전 세계적으로 출시되다.
- 2016년 - 삼성 라이온즈의 이승엽이 한일통산 600홈런을 달성하였다.

## 탄생
- 1769년 - 독일의 자연과학자, 지리학자 알렉산더 폰 훔볼트. (~1859년)
- 1791년 - 독일의 언어학자 프란츠 보프. (~1867년)
- 1859년 - 라트비아의 전 대통령 정치인 야니스 착스테. (~1927년)
- 1867년 - 미국의 삽화가 찰스 다나 깁슨. (~1944년)
- 1879년
  - 미국의 사회운동가 마거릿 생어. (~1966년)
  - 미국의 정치인 프레더릭 메디슨 로버츠. (~1952년)
  - 독일의 군인 카를 하인리히 에밀 베커. (~1940년)
- 1889년 - 에콰도르의 슈퍼센티네리언 마리아 카포비야. (~2006년)
- 1896년 - 대한민국의 독립운동가 정화암. (~1981년)
- 1899년 - 미국의 지진학자 휴고 베니오프. (~1968년)
- 1900년 - 소련의 군인 안드레이 블라소프. (~1946년)
- 1912년 - 미국의 작곡가 존 케이지. (~1992년)
- 1920년 - 대한민국의 검사 출신 정치인 한옥신. (~1981년)
- 1922년 - 대한민국의 비전향 장기수 박문재.
- 1924년 - 대한민국의 배우 최명수. (~2015년)
- 1925년 - 대한민국의 외교관, 정치인 이범석. (~1983년)
- 1926년 - 프랑스의 작가 미셸 뷔토르. (~2016년)
- 1930년 - 대한민국의 정치인, 교수 이해원 (~2014년)
- 1931년 - 체코의 작가 이반 클리마.
- 1936년 - 미국의 약리학자 페리드 머래드. (~2023년)
- 1947년 - 영국의 배우 샘 닐.
- 1948년 - 대한민국의 기업인 정몽헌. (~2003년)
- 1952년 - 대한민국의 영문학자 장영희. (~2009년)
- 1954년 - 대한민국의 외교관 위성락.
- 1955년
  - 대한민국의 정치인, 전 행정공무원 박우량.
  - 대한민국의 전 공무원 이기우.
  - 제267대 로마의 교황 교황 레오 14세.
- 1958년 - 대한민국의 가수 이명훈.
- 1959년 - 노르웨이의 음악가 모르텐 하르케.
- 1960년
  - 미국의 배우 멜리사 레오.
  - 독일의 영화 감독 크리스티안 페촐트.
- 1961년
  - 대한민국의 법조인 김주현.
  - 독일의 배우 마르티나 게데크.
- 1965년
  - 러시아의 대통령 드미트리 메드베데프.
  - 미국의 배우 미셸 스태퍼드.
- 1966년 - 대한민국의 배우 前 리포터 최호진.
- 1967년
  - 러시아의 펜싱 선수 발레리 자하레비치.
  - 조선민주주의인민공화국의 농구 선수 리명훈.
  - 핀란드의 배우, 각본가 미코 코우키.
- 1968년 - 일본의 작가 요시다 슈이치.
- 1969년
  - 대한민국의 영화감독 봉준호.
  - 대한민국의 배우 유승목.
- 1971년
  - 대한민국의 배우 이정우.
  - 대한민국의 전 야구 선수 문귀석.
  - 브라질의 음악가 앙드레 마토스. (~2019년)
- 1972년 - 대한민국의 성우 오주연.
- 1973년
  - 대한민국의 성우 김선혜.
  - 대한민국의 전 야구 선수 김종국.
  - 미국의 힙합 가수 나스.
  - 영국의 배우 앤드류 링컨.
- 1974년 - 대한민국의 가수 이프로.
- 1975년
  - 루마니아의 권투 선수 마리안 시미온.
  - 미국의 바이올리니스트 유진 박.
- 1977년 - 일본의 성우 마츠키 미유.
- 1978년
  - 대한민국의 가수 테디 (원타임).
  - 대한민국의 아나운서 김지연.
  - 대한민국의 아나운서 오언종.
- 1979년 - 크로아티아의 축구 선수 이비차 올리치.
- 1980년 - 대한민국의 배우, 방송인 강현종.
- 1981년
  - 일본의 가수 MIYAVI.
  - 대한민국의 농구 선수 양동근.
  - 미국의 가수 애슐리 로버츠.
- 1982년
  - 대한민국의 배우 신동욱.
  - 일본의 배우 나리미야 히로키.
- 1983년
  - 대한민국의 축구 선수 김성길.
  - 대한민국의 전 야구 선수, 현 야구 코치 연경흠.
  - 대한민국의 야구 선수 정민혁.
  - 대한민국의 희극인 이광득.
  - 영국의 가수 에이미 와인하우스.
- 1984년
  - 미국의 배우 아담 램버그.
  - 대한민국의 가수 왕배.
  - 일본의 배우 하야세 에리나.
- 1985년 - 일본의 배우 우에토 아야.
- 1986년
  - 대한민국의 배구 선수 문성민.
  - 대한민국의 가수 보니.
  - 일본의 가수 타카하시 아이 (전 모닝구무스메).
- 1987년 - 캄보디아의 가수 아옥 소쿤깐냐.
- 1988년
  - 대한민국의 사격 선수 이대명.
  - 대한민국의 전직 스타크래프트 프로게이머 김경수.
  - 일본의 가수 미야타 토시야 (Kis-My-Ft2).
  - 일본의 가수 하타 사와코 (전 SKE48).
- 1989년 - 대한민국의 배우 이종석.
- 1990년
  - 대한민국의 방송인 고은빛.
  - 대한민국의 아나운서 박신영.
- 1991년
  - 대한민국의 가수, 배우 나나.
  - 대한민국의 희극인 홍나영.
  - 뉴질랜드의 축구 선수 라이언 데 브리스.
- 1992년 - 대한민국의 래퍼 지코 (블락비).
- 1993년
  - 대한민국계 미국의 모델 스테파니 리.
  - 미국의 프리스타일 스키 선수 애슐리 콜드웰.
  - 카자흐스탄의 권투 선수 나짐 키자이바이.
- 1994년
  - 인도의 육상 선수 아비나슈 사블레.
  - 사우디아라비아의 축구 선수 파하드 알무왈라드.
- 1995년
  - 대한민국의 가수 안지영 (볼빨간사춘기).
  - 대한민국의 태권도 선수 심재영.
- 1996년
  - 대한민국의 가수 이소율 (다이아).
  - 대한민국의 배우 홍비라.
  - 대한민국의 치어리더 강지유.
  - 대한민국의 가수 수빈 (우주소녀).
- 1997년
  - 대한민국의 가수 가호
  - 대한민국의 래퍼 폴 블랑코.
- 1998년 - 대한민국의 싱어송라이터 하현상.
- 1999년
  - 대한민국의 배우 강빛.
  - 일본의 성우 요시나가 타쿠토.
- 2000년
  - 대한민국의 펜싱 선수 박상원.
  - 대한민국의 래퍼 한 (stray kids).
  - 웨일스의 축구 선수 이선 암파두.
- 2001년 - 일본의 레슬링 선수 가가미 유카.
- 2002년 - 대한민국의 배구 선수 김수빈.
- 2003년 - 일본의 아이돌 가수 이마무라 마리아.
- 2005년 - 일본의 아이돌 사쿠라기 코코나.
- 2007년 - 대한민국의 배우 허정은.

## 사망
- 619년 - 중국 수나라의 제3대 황제 수 공제. (605년~)
- 1146년 - 제2차 십자군 시대 이슬람의 지도자 이마드 앗딘 장기. (1085년~)
- 1321년 - 이탈리아의 시인 단테 알리기에리. (1265년~)
- 1523년 - 독일의 교황 교황 하드리아노 6세. (1459년~)
- 1836년 - 미국의 정치인 에런 버. (1756년~)
- 1851년 - 미국의 소설가 제임스 페니모어 쿠퍼. (1789년~)
- 1901년 - 미국의 제25대 대통령 윌리엄 매킨리. (1843년~)
- 1922년 - 대한민국의 독립운동가 최팔용. (1891년~)
- 1927년 - 미국의 무용가 이사도라 덩컨. (1877년~)
- 1966년 - 터키의 군인, 정치인, 대통령 제말 귀르셀. (1895년~)
- 1982년 - 미국의 영화배우, 모나코의 대공 레니에 3세의 대공비 그레이스 켈리. (1929년~)
- 1984년 - 미국의 배우 재닛 게이너. (1906년~)
- 2000년 - 대한민국의 소설가 황순원. (1915년~)
- 2009년
  - 대한민국의 시사 만화가 김상택. (1954년~)
  - 미국의 영화배우 패트릭 스웨이지. (1952년~)
  - 아일랜드의 권투 선수 대런 서덜랜드. (1982년~)
- 2011년 - 대한민국의 야구 선수 최동원. (1958년~)
- 2017년 - 대한민국의 정치학자 박봉식. (1932년~)
- 2020년
  - 대한민국의 배우 오인혜. (1984년~)
  - 일본의 모델, 배우 아시나 세이. (1983년~)
- 2021년
  - 대한민국의 목사, 종교인 조용기. (1936년~)
  - 캐나다의 영화배우 놈 맥도널드. (1959년~)
  - 소련의 육상 선수 유리 세디흐. (1955년~)
- 2022년
  - 대한민국의 언론인, 정치인 박병윤. (1941년~)
  - 그리스의 영화배우, 가수 이레네 파파스. (1926년~)
  - 미국의 연극영화, 영화배우 헨리 실바. (1926년~)
- 2024년
  - 미국의 육상 선수 오티스 데이비스. (1932년~)
  - 대한민국의 탁구 선수 임태희. (1945년~)
  - 쿠웨이트의 정치인 자베르 알무바라크 알하마드 알사바. (1942년~)

## 기념일
- 추석 - 1989년, 2008년, 2084년

## 같이 보기
- 전날: 9월 13일 다음날: 9월 15일 - 전달: 8월 14일 다음달: 10월 14일
- 음력: 9월 14일
- 모두 보기